# Аль-Хукуф
Аль-Хукуф (англ. al-Huquf, араб. الحقف) — поселення в Сирії, що складає невеличку друзьку общину в нохії Ас-Сура-ас-Сахіра, яка входить до складу мінтаки Шагба в південній сирійській мухафазі Ас-Сувейда.